# They Only Come Out at Night
They Only Come Out at Night är ett album av The Edgar Winter Group, utgivet 1972. Det blev trea på Billboards albumlista och innehåller två av gruppens mest kända låtar, "Frankenstein", som blev etta på singellistan, och "Free Ride".

## Låtlista
1. "Hangin' Around" (Dan Hartman/Edgar Winter) - 3:03
2. "When It Comes" (Dan Hartman/Edgar Winter) - 3:16
3. "Alta Mira" (Dan Hartman/Edgar Winter) - 3:18
4. "Free Ride" (Dan Hartman) - 3:08
5. "Undercover Man" (Dan Hartman/Edgar Winter) - 3:50
6. "Round & Round" (Edgar Winter) - 4:00
7. "Rock 'n' Roll Boogie Woogie Blues" (Ronnie Montrose/Edgar Winter/Barbara Winter) - 3:26
8. "Autumn" (Dan Hartman) - 3:01
9. "We All Had a Real Good Time" (Dan Hartman/Edgar Winter) - 3:05
10. "Frankenstein" (Edgar Winter) - 4:48